# Donauroute (D6)
Die Donauroute D6 ist ein Radfernweg des deutschen Radnetzes D-Route. Die Route führt auf einer Länge von 733 km vom Dreiländereck bei Basel bis zur deutsch-österreichischen Grenze in der Nähe von Passau.

## Verlauf
Die Donauroute D6 teilt sich den Verlauf mit dem Rheinradweg (zwischen Basel und Stein am Rhein) und dem Donauradweg (zwischen Tuttlingen und Obernzell). Im europäischen EuroVelo-Radnetz entspricht das den Routen EV15 und EV6.

### Hochrhein
- Basel
- Schaffhausen
- Stein am Rhein
- Radolfzell am Bodensee

### Donau
- Tuttlingen
- Sigmaringen
- Ehingen
- Ulm
- Donauwörth
- Ingolstadt
- Regensburg
- Deggendorf
- Passau
- Obernzell